# Jennifer Edwards
Pour les articles homonymes, voir Edwards.
Jennifer Edwards, née le 25 mars 1957 à Los Angeles en Californie, est une actrice américaine.

## Biographie
Jennifer Edwards est la fille du célèbre cinéaste Blake Edwards et de l'actrice Patricia Walker, et une belle-fille de Julie Andrews.
Elle est connue pour avoir joué le rôle-titre du téléfilm de la NBC: Heidi, qui a été diffusé le 17 novembre 1968.
En plus de jouer dans un certain nombre de films, elle a aussi écrit un film de télévision intitulé Justin Case en 1988.

## Filmographie

### Cinéma
- 1962 : Le Jour du vin et des roses (Days of Wine and Roses) de Blake Edwards : Debbie Clay à 5 ans
- 1969 : Cramponne-toi Jerry (Hook, Line and Sinker) de George Marshall : Jennifer Ingersoll
- 1972 : Opération clandestine (The Carey Treatment) de Blake Edwards : Lydia Barrett
- 1981 : S.O.B. de Blake Edwards : Lila
- 1983 : L'Homme à femmes (The Man Who Loved Women) de Blake Edwards : Nancy
- 1986 : Un sacré bordel ! (A Fine Mess) de Blake Edwards : Ellen Frankenthaler
- 1986 : That's Life! de Blake Edwards : Megan Fairchild Bartlet
- 1988 : The Perfect Match de Mark Deimel : Nancy Bryant
- 1988 : Meurtre à Hollywood (Sunset) de Blake Edwards : Victoria Alperin
- 1989 : All's Fair de Rocky Lang : Ann
- 1990 : Overexposed de Larry Band : Helen
- 1992 : Life on the Edge d'Andrew Yates : Suzi
- 1993 : Le Fils de la panthère rose (Son of the Pink Panther) de Blake Edwards : Yussa
- 2002 : Vampire Clan de John Webb : Jody Remington
- 2005 : 180 (Court-métrage) de James Parris : Diana
- 2010 : Dilf (Court-métrage) de Geoffrey Edwards : La mère de Liz

### Télévision

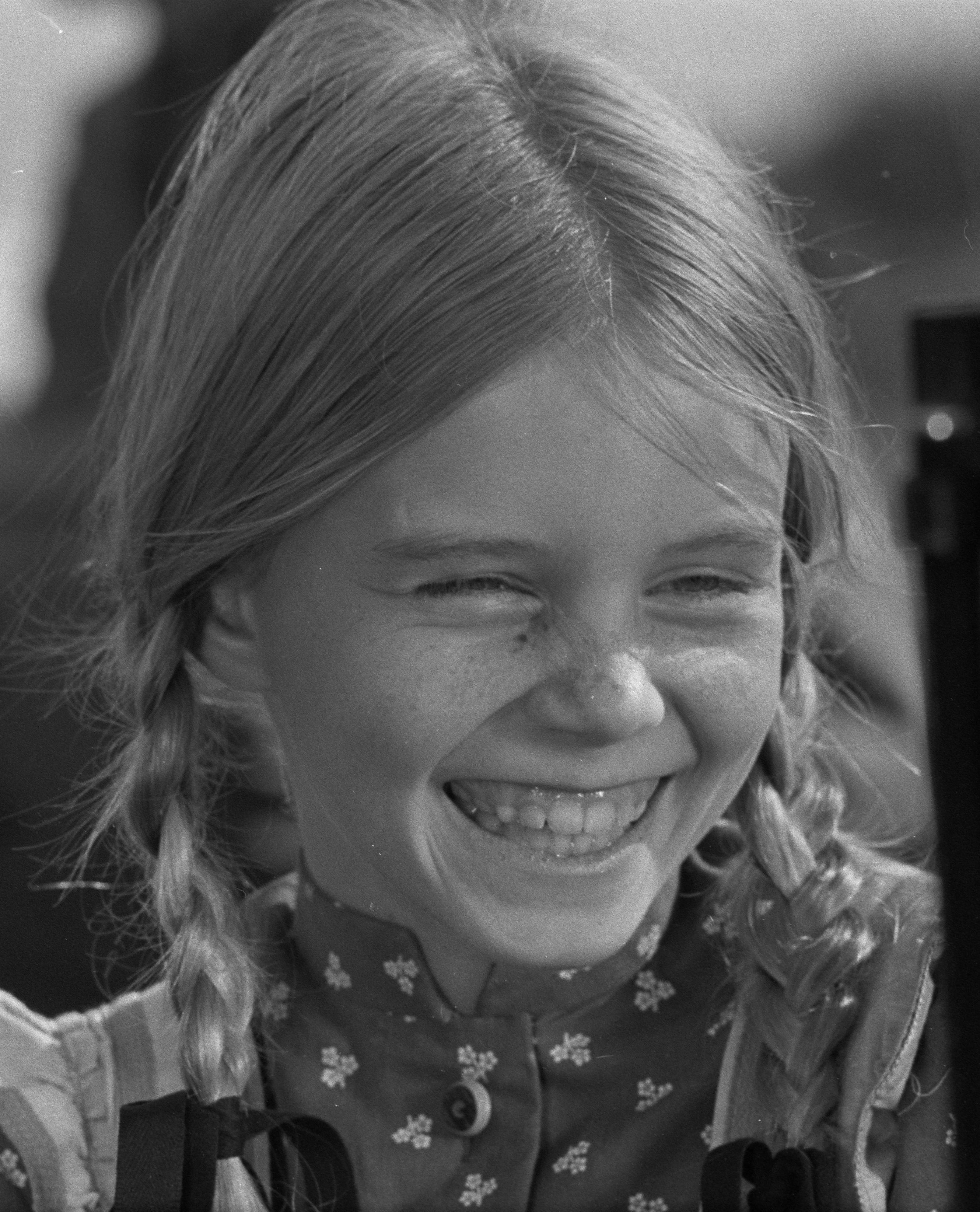
Jennifer Edwards dans Heidi.

- 1968 : Heidi de Delbert Mann (Téléfilm) : Heidi
- 1969 : Mes trois fils (My Three Sons) (série télévisée) : Iris
- 1973 : Go Ask Alice de John Korty : Chris
- 1983 : Un mannequin sur mesure (Makin of a Male Model) (Téléfilm) : Laurie
- 1983 : Little Shots (Téléfilm) : La mère d'Arcy
- 1985 : The Ferret (Téléfilm) : Molly
- 1986 : Gung Ho (série télévisée) : Audrey
- 1989 : Le père Dowling (Father Dowling Mysteries) (série télévisée) : Mme Jerico
- 1989 : Peter Gunn de Blake Edwards (Téléfilm) : Maggie
- 1992 : Star Trek : La Nouvelle Génération (Star Trek: The Next Generation) (série télévisée) : Mme Kyle
- 1992 : Julie (série télévisée) : Clem
- 1997 : Women: Stories of Passion (série télévisée) : Joan
- 1998 : Une nounou d'enfer (The Nanny) (série télévisée) : Une femme de la société #1
- 1999 : Hard Time - Menace explosive (Hard Time: The Premonition) (Téléfilm) : Une flic
- 2000 : Les Sept Mercenaires (The Magnificent Seven) (série télévisée) : La sœur de Josiah
- 2001 : Spyder Games (série télévisée) : Valerie Whitmore